# سیاوش‌آباد گردو
سیاوش‌آباد گردو روستایی است در شهرستان کوهرنگ، بخش بازفت، استان چهارمحال و بختیاری.